# Saphir-Klasse
Die Saphir-Klasse war eine Schiffsklasse mittlerer minenlegender U-Boote der Französischen Marine. In der damaligen französischen Typklassifikation wurden die Boote der Klasse 3 zugeordnet.
Zwischen 1925 und 1937 wurden sechs U-Boote auf der Marinewerft Toulon gebaut. Boote der Saphir-Klasse wurden im Zweiten Weltkrieg von der vichy-französischen und der freifranzösischen Marine eingesetzt. Drei Boote wurden von den Italienern erbeutet, aber nicht eingesetzt.

## Konstruktive Merkmale
Die Zweihüllenboote waren für Tauchtiefen bis zu 80 m Tiefe ausgelegt. Zum Antrieb wurde eine klassische Kombination aus zwei Dieselmotoren von Vickers und zwei Elektromotoren benutzt.
Als Bewaffnung diente ein 75 mm Deckgeschütz, ein 13,2 mm Flugabwehr-Maschinengewehr und zwei weitere 8 mm Fla-MG. Im Heck befand sich ein schwenkbarer Drillingssatz von 550 mm Torpedorohren. Die Hauptbewaffnung der U-Boote bestand aus einem Normand-Fernaux-Minenlegesystem. In seitlichen Satteltanks befanden sich 16 senkrechte Rohre, in denen jeweils zwei Seeminen transportiert wurden. Dasselbe System wurde schon von dem einzigen Boot der ab 1917 gebauten Pierre Chailly-Klasse benutzt. Auch die Boote der in Frankreich gebauten polnischen Wilk-Klasse waren mit diesem System ausgestattet.
Der Entwurf der Saphir-Klasse basierte auf dem Entwurf der Requin-Klasse. Die Boote galten in Frankreich als die besten U-Boote ihrer Zeit. Das zuverlässige Minenlegsystem glich viele Nachteile der Klasse, wie z. B. die geringe Geschwindigkeit, mehr als aus.
Die Klasse wurde zur Émeraude-Klasse weiterentwickelt. Im Juni 1940 war kein Boot der neuen Klasse vollendet. Der weitere Bau wurde unterbrochen und das Projekt nie zu Ende geführt.

## Einsatzgeschichte
In den fast zehn Monaten zwischen dem Beginn des Zweiten Weltkrieges am 1. September 1939 und dem deutsch-französischen Waffenstillstand am 22. Juni 1940 wurden die U-Boote in der Nordsee und im Mittelmeer eingesetzt.
Die Boote führten mehrere Operationen durch, bei denen feindliche Gewässer vermint wurden:
- die Saphir legte am 13. Juni 1940 vor Cagliari Seeminen. Am 28. Juni 1940 lief das italienische Handelsschiff Alicantino auf eine dieser Minen.
- die Turquoise verminte am 14. Juni 1940 das Seegebiet vor Trapani.
- die Nautilus legte ebenfalls am 14. Juni 1940 vor Tripolis Seeminen.

Nach der französischen Kapitulation am 22. Juni 1940 befand sich die Rubis in Großbritannien und wurde im Zuge der Operation Grasp von den Briten beschlagnahmt. Das U-Boot wurde an die freifranzösischen Streitkräfte de Gaulles übergeben. Im Laufe des Krieges verlegte die Rubis insgesamt 683 Minen, durch die 14 Schiffe mit zusammen 21.000 BRT sanken.
Die restlichen fünf Boot verblieben vorerst unter der Kontrolle des Vichy-Regimes. Die Diamant wurde nach dem deutschen Einmarsch in Südfrankreich gemeinsam mit den Resten der französischen Flotte in Toulon selbstversenkt.
Die vier anderen Boote wurden in Französisch-Nordafrika stationiert und teilweise deaktiviert. Zwei dieser Boote wurden nach der alliierten Landung in Nordafrika in Bizerta von den Italienern erbeutet, eines wurde selbstversenkt. Die Perle geriet in alliierte Hand, wurde aber 1944 durch „friendly fire“ versenkt.

## Einheiten
| Kennung | Name      | Bauwerft          | Kiellegung       | Stapellauf         | Indienststellung   | Verbleib |
| ------- | --------- | ----------------- | ---------------- | ------------------ | ------------------ | --- |
| Q 145   | Saphir    | Arsenal de Toulon | 25. Mai 1926     | 20. Dezember 1928  | 30. September 1930 | Saphir wurde in Bizerta deaktiviert, dort am 8. Dezember 1942 von den Italienern erbeutet und in FR. 112 umbenannt. Das U-Boot wurde am 15. September 1943 von den Deutschen in Neapel erbeutet. Der weitere Verbleib ist ungeklärt.                                                                                         |
| Q 146   | Turquoise | Arsenal de Toulon | 20. Oktober 1926 | 16. Mai 1929       | 10. September 1930 | Turquoise wurde in Bizerta deaktiviert und dort am 8. Dezember 1942 von den Italienern erbeutet. Das U-Boot wurde von den Italienern am 6. Mai 1943 vor der tunesischen Küste selbstversenkt. Die Alliierten hoben später das Wrack, reparierten es aber nicht. Die Turquoise wurde am 12. August 1947 endgültig gestrichen. |
| Q 152   | Nautilus  | Arsenal de Toulon | 8. August 1927   | 21. März 1930      | 15. Juli 1931      | Nautilus wurde in Bizerta deaktiviert und dort am 8. Dezember 1942 von den Italienern erbeutet. Das Boot wurde bei einem alliierten Luftangriff am 31. Januar 1943 in Bizerta versenkt. Das Wrack wurde später gehoben aber nicht repariert. Die Nautilus wurde am 12. August 1947 endgültig gestrichen.                     |
| Q 158   | Rubis     | Arsenal de Toulon | 3. April 1929    | 30. September 1931 | 4. April 1933      | Rubis wurde 1940 von der freifranzösischen Marine übernommen und bis Kriegsende erfolgreich eingesetzt. Rubis wurde am 4. Oktober 1949 außer Dienst gestellt. Bei der Überführung zur Verschrottung sank das U-Boot infolge eines Unfalles.                                                                                  |
| Q 173   | Diamant   | Arsenal de Toulon | 21. Juli 1930    | 18. Mai 1933       | 20. Juni 1934      | Diamant wurde am 27. November 1942 in Toulon selbstversenkt und am 29. März 1943 von den Italienern gehoben. Das U-Boot wurde bei einem alliierten Luftangriff am 22. Juni 1944 erneut versenkt. |
| Q 184   | Perle     | Arsenal de Toulon | 21. Juli 1931    | 30. Juli 1935      | 1. März 1937       | Perle wurde nach der alliierten Landung in Nordafrika von den Alliierten übernommen. Das U-Boot wurde später in den USA überholt und am 8. Juli 1944 auf dem Heimweg im Nordatlantik auf der Position 55° 27′ N, 33° 50′ W von einem britischen Flugzeug irrtümlich für ein deutsches Boot gehalten und versenkt.            |